# 内勒和马苏
内勒和马苏（法語：Nesle-et-Massoult，法語發音：[nɛl e masu]）是法国科多尔省的一个市镇，位于该省西北部，属于蒙巴尔区。

## 地理
内勒和马苏（47°46'34"N, 4°25'52"E）面积23.38 平方千米，位于法国勃艮第-弗朗什-孔泰大區科多尔省，该省份为法国中东部省份，北起奥布省，西接涅夫勒省和约讷省，南至索恩-卢瓦尔省，东南接汝拉省，东临上索恩省，东北部与上马恩省接壤。
与内勒和马苏接壤的市镇（或旧市镇、城区）包括：巴洛、萨瓦西、皮伊、昂皮伊勒塞克、库尔米耶勒塞克、方丹莱塞什、莱涅。

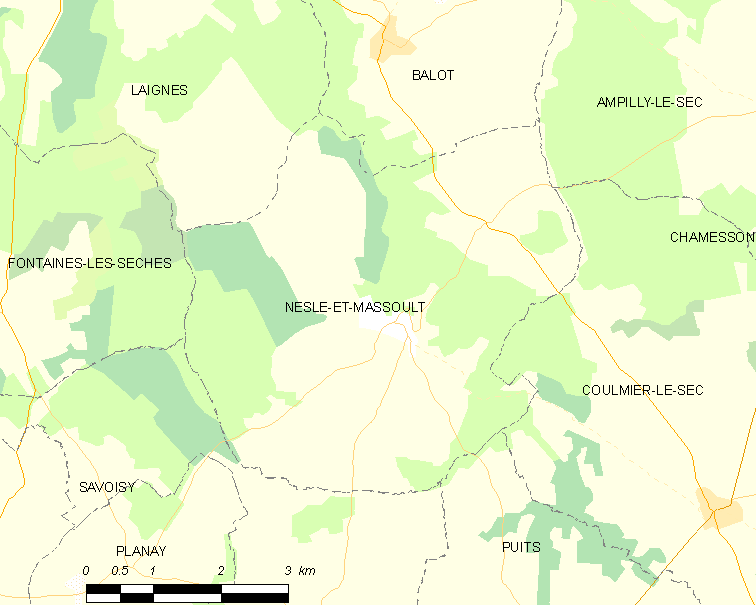
内勒和马苏的OSM定位图

内勒和马苏的时区为UTC+01:00、UTC+02:00（夏令时）。

## 行政
内勒和马苏的邮政编码为21330，INSEE市镇编码为21451。

## 政治
内勒和马苏所属的省级选区为蒙巴尔县。

## 人口

1962-2008年间内勒和马苏人口变化图示

内勒和马苏于2022年1月1日时的人口数量为79人。

## 交通
科多尔省省道D21线、D29A线、D29线、D29D线经过境内。